# Navas del Rey
Navas del Rey är en kommun i Spanien. Den ligger i den autonoma regionen Madrid, i den centrala delen av landet, 50 km väster om huvudstaden Madrid. Antalet invånare är 3 347 (2024).